# 吉年愛梨
吉年 愛梨（よしとし あいり、1989年7月17日 - ）は、日本のフリーアナウンサー。セント・フォース→ジョイスタッフ所属。大阪府大阪市出身。

## 来歴
同志社女子大学学芸学部情報メディア学科卒業。アナウンススクール「セイアカデミー」出身。大学在学中にボートレースのキャンペーンガールをしていたことがある。
大学を卒業後、2013年4月に青森放送 (RAB) に入社。同期に同局アナウンサーの長澤瑠璃子と元同局アナウンサーの上野比呂企がいる。
2015年3月末をもって青森放送を退社することを自身のブログで公表し、同年4月にWOWOWへ移籍した。
2018年3月末をもってWOWOWから卒業することを自身のブログで公表した。

## 担当番組
青森放送アナウンサー時代の担当番組は、すべて同局公式サイトにあったプロフィールからの参考。

### RABテレビ
- 東奥日報ニュース
- 大好き、青森県。

### RABラジオ
- RABニュースレーダー
- いってらっしゃい!小学生の作文リレー
- AN-HITORI
- ミュージック・パレット
- ハニーなラジオ
- RAB 月曜夜話

### WOWOW
- NBA バスケットボール[9]
- エキサイトマッチ〜世界プロボクシング - MC[10]
- テニス グランドスラム - MC[10]

### フリー転向後
- ビジネスビジョン（千葉テレビ放送）[11]
- TOKYO MX NEWS（TOKYO MX） - キャスター
  - 土・日曜12:55・18:00のニュース（2019年10月 - 2021年3月）
  - 月曜09:59のニュース（2020年4月 - 2020年5月）
  - TOKYO MX NEWS 高校野球ハイライト（2020年） - 祝日担当
- MX news FLAG（土・日曜）・news FLAG サタデー・news FLAG サンデー（TOKYO MX） - キャスター（2021年4月3日 - 5月9日・5月23日・6月19日・6月26日・7月3日・7月10日）
- ボートレースウィークリー(2022年10月13日- JLC YouTube)[12][13]
- 旅たびですがクイズです！クルーズ船の旅（BS11、2023年6月7日、クルーズレポーター）[14]